# الأمن الغذائي بالمكسيك
سعت المكسيك لضمان الأمن الغذائي عبر تاريخها. ومع ذلك، ورغم الجهود المختلفة، لا تزال المكسيك تفتقر إلى الإستراتيجيات الغذائية والتغذية الوطنية التي تضمن الأمن الغذائي للشعب. يعرف الأمن الغذائي بأنه «عندما يكون لجميع الناس، في جميع الأوقات، إمكانية الحصول المادى والاقتصادي إلى أغذية كافية ومأمونة ومغذية تلبي احتياجاتهم الغذائية وتفضيلاتهم الغذائية لحياة نشطة وصحية» من قِبَل مؤتمر القمة العالمي للأغذية في عام 1996. وباعتبارها دولة كبيرة تضم أكثر من 100 مليون نسمة فإن تخطيط وتنفيذ السياسات الأجتماعية مهام معقدة. على الرغم من ان المكسيك تعمل على توسيع برامجها الغذائية والتغذوية التي كانت متوقعة، وإلى حد ما، فقد ساهمت في الصحة والتغذية، إلا أن الأمن الغذائي، خاصة فيما يتعلق بالسمنة وسوء التغذية، لا يزال مشكلة صحيه عامة ذات صلة.

## المقدمة
تشمل طبيعة الأمن الغذائي المتعددة الأوجه الجمع بين أربعة عناصر:
- توافر الغذاء: يشير توافر الغذاء إلى الإمداد الكافي من الغذاء الجيد، والذي يتم توفيره من خلال الإنتاج المحلي والواردات والمساعدات.
- الوصول إلى الغذاء: يشير الوصول إلى الغذاء إلى مدى سهولة الوصول إلى الإمدادات الكافية من الغذاء الجيد.
- استقرار الغذاء: يشير استقرار الغذاء إلى أبعاد توفر الغذاء وإمكانية الوصول إليه. يجب على الأسرة أو الفرد، أن يكونوا آمنين غذائيًا، يجب أن يحصلوا على الغذاء الكافي في جميع الأوقات، ويجب ألا يخاطروا بالوصول إلى الغذاء نتيجه للأزمات مفاجئة أو أحداث دورية مثل انعدام الأمن الغذائي الموسمي.
- استخدام الغذاء: يشير استخدام الغذاء إلى الطريقة التي يستخدمها الجسم من الناحية الفيزيولوجية للغذاء. يتأثر ذلك بالظروف الخارجية، مثل كيفية إعداد الطعام وتنوع الأطعمة المستهلكة والظروف الداخلية، أو كيفية استخدام الجسم للمغذيات بيولوجيا.

يعتبر انعدام الأمن الغذائي حالة محدودة أو غير مؤكدة أو القدرة على الحصول على أغذية آمنة ومغذية. وقد ارتبطت مع الآثار السلبية على التنيمة البشرية مثل زيادة الفقر وعدم المساواة ومع النتائج الصحية السلبية مثل زيادة خطر التعرض للسمنة. كما ارتبط انعدام الأمن الغذائي بضعف النمو الأقتصادي.
في المكسيك، تحدث لاختلافات في أجزاء من البلاد بسبب عوامل مثل الوضع الأجتماعي الأقتصادي والإقامة الحضرية / الريفية. المنطقة الشمالية هي الأكثر تطورًا، ولديها دخل كبير وبنية تحتية، ولديها القدرة على الوصول إلى الخدامات الأساسية. على الرغم من أن المنطقة الوسطى أقل تطورًا من الشمال إلا أنها لا تزال تتكون من مدن كبيرة متطورة مثل غوادالاخارا. المنطقة الجنوبية هي الأقل نموًا، ولديها أكثر سكان الريف والأصليون في المكسيك، ولديها قدرة غير كافية للوصول إلى الخدامات الأساسية.ولذلك، فإن القضايا الصحية مثل الامراض المعدية ونقص التغذية منتشرة بشكل خاص.